# Chassagnes
Chassagnes (okzitanisch: Chassanha) ist eine französische Gemeinde mit 158 Einwohnern (Stand: 1. Januar 2022). Sie liegt im Département Haute-Loire in der Region Auvergne-Rhône-Alpes (vor 2016 Auvergne) und gehört zum Arrondissement Brioude sowie zum Kanton Pays de Lafayette. 

## Geographie
Chassagnes liegt etwa 34 Kilometer nordwestlich von Le Puy-en-Velay. 
Umgeben wird Chassagnes von den Nachbargemeinden Saint-Préjet-Armandon im Norden, Collat im Nordosten, Sainte-Marguerite im Osten und Südosten, Mazerat-Aurouze im Süden sowie Paulhaguet im Westen und Nordwesten.

## Bevölkerungsentwicklung
| Jahr                       | 1962 | 1968 | 1975 | 1982 | 1990 | 1999 | 2006 | 2011 | 2017 |
| Einwohner                  | 198  | 181  | 156  | 144  | 141  | 129  | 169  | 173  | 157  |
| Quellen: Cassini und INSEE |      |      |      |      |      |      |      |      |      |

## Sehenswürdigkeiten
- Kirche Saint-Pierre-aux-Liens
- Kapelle Notre-Dame